# Marienberg (Seeheim-Jugenheim)
Der Marienberg ist ein stark bewaldeter 331,6 m ü. NHN hoher Berg in der Gemarkung Seeheim-Jugenheim im südhessischen Landkreis Darmstadt-Dieburg, der sich über der Bergstraße im nordwestlichen Odenwald erhebt.

## Geographische Lage
Der Marienberg liegt östlich von Jugenheim im Geo-Naturpark Bergstraße-Odenwald zwischen dem Stettbacher Tal im Norden und dem Balkhäuser Tal im Süden. Auf seiner nordwestlichen Flanke liegt der vorgelagerte Heiligenberg (209 m ü. NN) mit dem Schloss Heiligenberg, der Klosterruine Heiligenberg und der etwas unterhalb stehenden Evangelischen Bergkirche.
Die beiden nächsthöheren Berge sind der Tannenberg (339,5 m) im Norden und der Darsberg (373,9 m) im Süden.

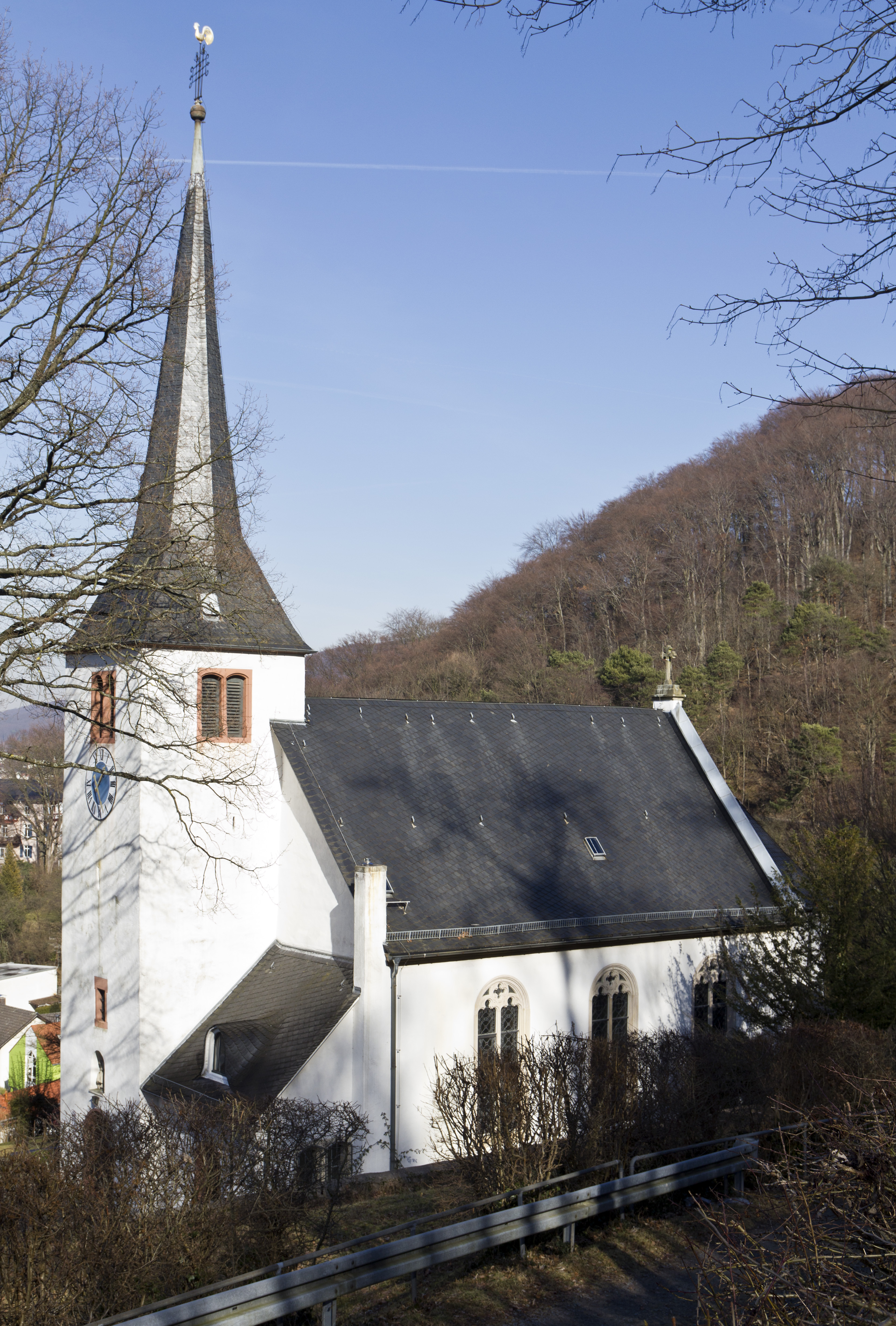
Evangelische Bergkirche am Heiligenberg oberhalb von Jugenheim

## Erschließung
Der Gipfel des Marienbergs ist nur durch kleinere Waldwege erreichbar. Der vorgelagerte Heiligenberg jedoch ist ein beliebtes Ausflugsziel und von Jugenheim über eine befestigte Straße bis zum Parkplatz des Schlosses Heiligenberg sowie durch Wirtschafts- und Wanderwege erreichbar, die von den beiden angrenzenden Tälern heraufführen. Über den Heiligenberg verlaufen die beiden Hauptwanderwege des Odenwaldklubs HW73 Burgensteig Bergstraße und HW3 Blütenweg. Um den Marienberg verläuft nördlich und östlich ein Rad- und Wanderweg.

## Aussicht
Der Marienberg bietet von seinem Gipfel wegen der hohen Bäume keinerlei Aussicht. Vom Heiligenberg hat man einen weiten Blick in die Rheinebene vom Pfälzerwald im Südwesten über den Donnersberg im Westen bis zum Taunus im Nordwesten.

## Schutzgebiet
Der Marienberg ist Teil des Natura 2000-Gebietes „Kniebrecht, Melibocus und Orbishöhe bei Seeheim-Jugenheim, Alsbach und Zwingenberg“ (FFH-Gebiet 6217-305).